# Allium hickmanii
Allium hickmanii är en amaryllisväxtart som beskrevs av Alice Eastwood. Allium hickmanii ingår i släktet lökar, och familjen amaryllisväxter. Inga underarter finns listade i Catalogue of Life.